# Давыдовка (Курганская область)
Давыдовка — село в Притобольном районе Курганской области. Административный центр Давыдовского сельсовета.

## География
Расположено на берегу реки Чернавка в западной части района, в 89 км от областного и в 22 км от районного центров.

## Население
| 1989 | 2002 | 2010 |
| ---- | ---- | ---- |
| 822  | ↘685 | ↘554 |

## История
С момента возникновения в начале XIX века деревня Давыдовка (позднее — село) входила в Чернавскую волость Курганского уезда Тобольской губернии.
Наиболее ранний документ, в котором упоминается Давыдовка, датируется 1839 годом. В нем сообщается, что «в 1839 году в деревне 20 дворов, в них государственных крестьян мужского пола — 50, женского — 54».
Более подробные сведения содержатся в топографическом описании населенных пунктов Чернавской волости по состоянию на 1844 год: «Деревня Давыдовка расстоянием от губернского города Тобольска в 523, окружного Кургана — в 74 и от приходской церкви села Чернавского — в 20 верстах. Расположена по обеим сторонам речки Верхне-Черной, заселена неправильно, так что дома разбросаны поодиночке; строения ветхие, ветряных мельниц — 2, дворов — 20, душ мужского пола по последней ревизии — 68».
В 1844 году на земли, расположенные около деревни, пришло много переселенцев из Пензенской, Рязанской, Орловской, Воронежской, Курской и Псковской губерний. Вокруг нее расположились выселки. Очень скоро все они слились в одно, получив общее название деревни Давыдовки. В 1853 году, в связи с окончанием постройки церкви, деревня становится селом — одним из крупнейших в Курганском округе. В 1854 году в нем проживало 2182 человека.
В 1880 году открылось сельское начальное училище. Для него было выстроено специальное здание. В 1916 году здесь обучалось 56 мальчиков и 4 девочки. На них отпускалось 505 рублей из казны и 465 рублей из земских сборов.
В 1895 году в Давыдовке проживало 2605 человек, из них только 96 были грамотными. Население села, за исключением 2 плотников, 3 кузнецов и 4 стекольщиков, было занято в сельском хозяйстве. Некоторые крестьяне владели десятками голов крупного рогато-го скота и имели наемных работников, в то же время «некоторые по бедности и неимению скота, не пашут земли, а занимаются огородничеством».
Ежегодно с каждой ревизской (мужской) души взималось 5 рублей 80 копеек различных податей и повинностей. Кроме того, общество выплачивало около 700 рублей на содержание духовенства, наем пастухов, ямщика, на школу, то видно, что все эти расходы ложились на крестьян тяжелым бременем. (Пуд пшеницы в то время стоил 60 копеек, ржи или овса — 30). К тому же крестьяне отбывали ряд натуральных повинностей — ремонт дорог, мостов и так далее.
Достопримечательностью села в конце XIX и начале XX века были 36 ветряных мельниц, небольшой кожевенный завод, бакалейно-мануфактурные лавки Басова, Никитина и Тупикина, маслодельный завод и кабак, ежегодно приносящий казне до 500 рублей чистого дохода. Ежегодно с 7 до 10 октября в селе устраивалась ярмарка, на которой продавалось разных товаров на сумму до 3500 рублей.
В начале 1900 года с. Давыдовское становится центром волости, в которую входили деревни Александровка, Патракова. А в 1904 году была выделена Давыдовская волость с 3 поселениями. В 1912 году в селе насчитывалось 424 хозяйства с населением в 3197 человек. К селу было приписано 6672 десятины пахотных земель и 554 десятины сенокосу.
Трудящееся крестьянство восторженно встретило весть о Октябрьской революции. Состоявшийся 17-18 декабря 1917 года первый Курганский уездный съезд крестьянских депутатов, в составе которого был представитель Давыдовской волости Наум Тупикин, одобрил действия Курганского Совета по переходу всей власти в руки Советов и потребовал принять решительные меры по проведению в жизнь ленинских декретов.
Но Советская власть в уезде продержалась только несколько месяцев. В конце мая 1918 года разразился белочешский мятеж, положивший начало гражданской войне. Зауралье оказалось под властью колчаковцев. Начался жестокий террор. В августе 1917 года в с. Давыдовском за советскую агитацию был схвачен Михаил Матасов. Он был заключен в Курганскую тюрьму, а позднее расстрелян. Арестовали члена исполкома Совета крестьянских депутатов Наума Петровича Тупикина. Та же судьба постигла Трофима Афанасьевича Никитина и Леона Ивановича Тупикина.
Освобождение территории Давыдовской волости от колчаковцев произошло в середине октября 1919 года. 14 октября части пятой армии форсировали Тобол. В составе ее наступала 26 дивизия под руководством известного советского военачальника Г. X. Эйхе. Вторая бригада этой дивизии под руководством В. К. Путна в ночь на 15 октября вышла в район деревень Осиновка и Патраки. Проводниками ее были местные жители. Внезапность ночной атаки привела к большому успеху. Белые потеряли 300 человек пленными, 2 орудия и 5 пулеметов. Несколько дней подряд колчаковцы стремились контратаковать советские части. Под селом шли ожесточенные бои, в которых погибли более 1000 белогвардейских солдат и 38 офицеров.
В 1919 году в Давыдовской волости был образован Давыдовский сельский Совет народных депутатов, который в начале 1924 года вошел в Чернавский район. 14 ноября 1919 года избирается исполком Давыдовского сельсовета во главе с председателем Маркелом Борисовичем Постоваловым.
В 1926 году районный центр был перенесен из села Чернавского в Глядянское, а район соответственно переименован в Глядянский. С 1 января 1932 года район назывался Половинским, с 18 января 1935 года снова стал Глядянским. В 1934 году район вошел в состав вновь образованной Челябинской области, а в 1943 году вернулся в состав Курганской области.
25 апреля 1957 года Давыдовский сельсовет был объединен с Патраковским. 1 февраля 1963 года Глядянский район был упразднен и включен в Курганский сельский район. 12 января 1965 года район был восстановлен как Притобольный.

## Достопримечательности

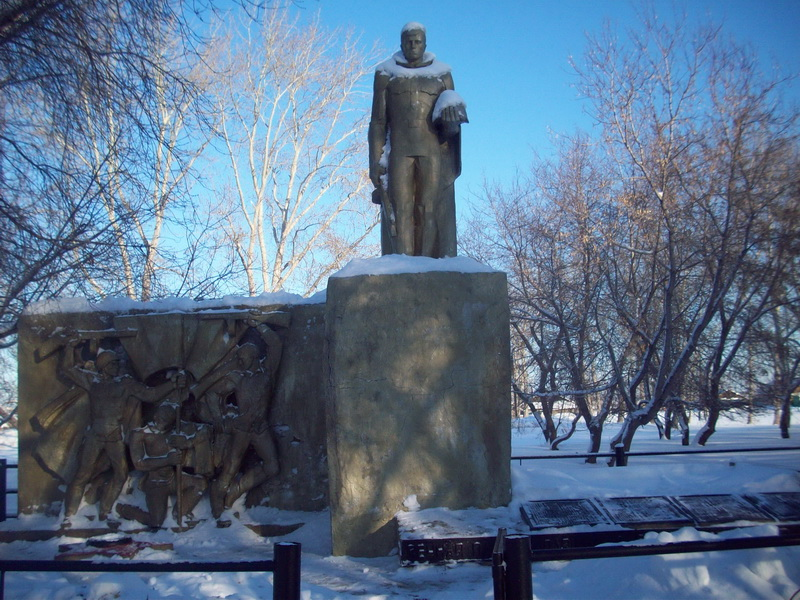

- Мемориальный ансамбль